# Haptère

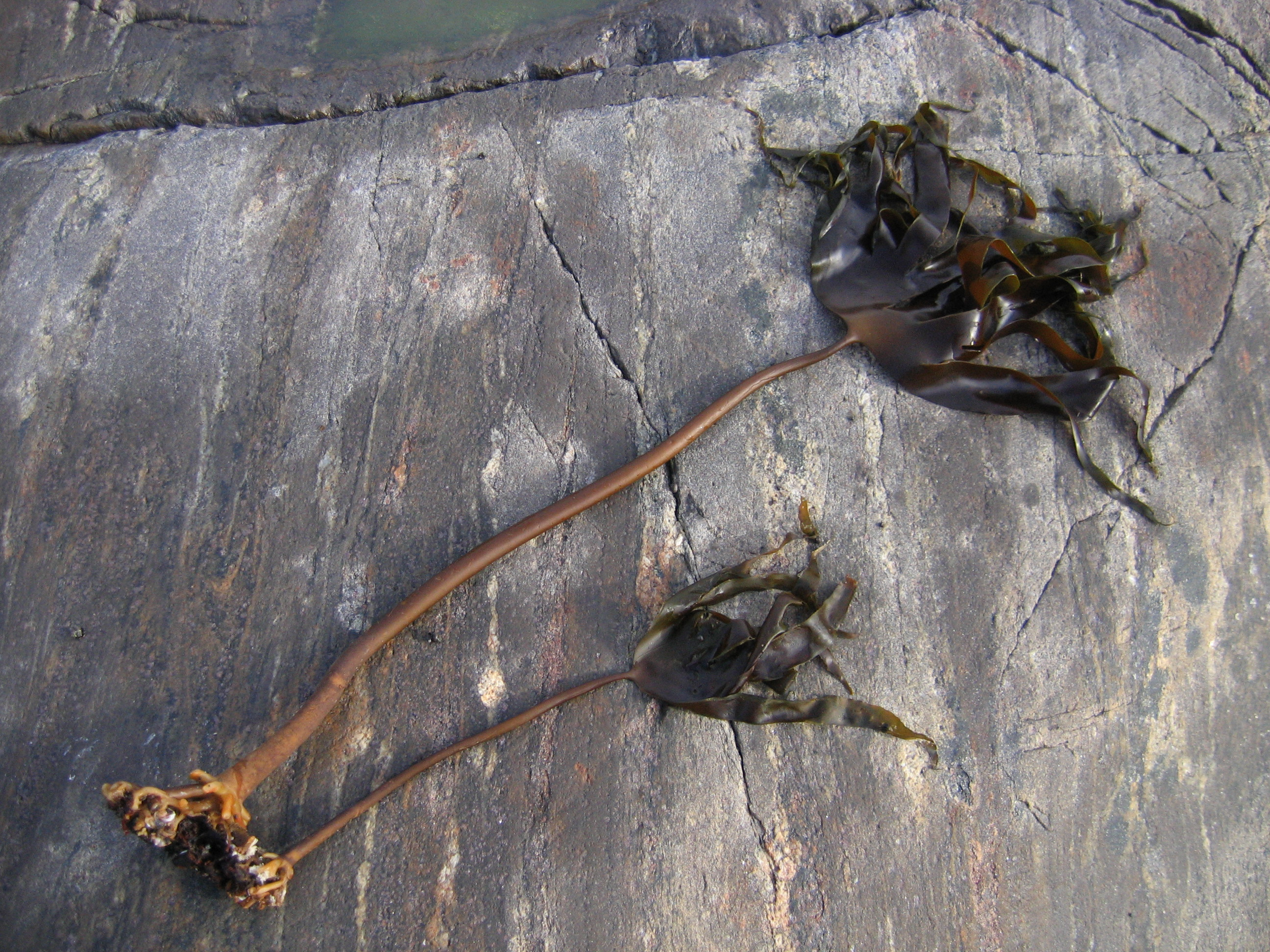
La crampon de Laminaria hyperborea est composé de 7 à 8 rangées d'haptères.

Un haptère est, en botanique, un crampon de fixation. C'est un organe qui sert à fixer la base d'un thalle au substrat. Contrairement à une racine, l'haptère ne remplit aucune fonction d'absorption, que ce soit d'eau ou de nutriment.
Les haptères sont communs chez les algues, leur permettant de fixer aux rochers. Elles prennent la forme de diverticules allongés, disposés à la base du stipe en une masse
conique dont les plus jeunes sont les plus ~levés.
Certaines phanérogames de la famille des Podostemaceae, plantes tropicales aquatiques, développent aussi ce type de structure.